# 辽上京窑
遼上京窯，遼代窯場，可能是遼晚期官窯。依據出土文物判斷，燒製時間在遼道宗大康前後，即1075年至1084年。窯址位於今內蒙古自治區赤峰市巴林左旗林東鎮“上京臨潢府”故都的皇城之內。該窯出產高質量的白瓷及黑瓷，還燒製極少量的綠釉器物。

## 產品特點
遼上京窯以白釉、黑釉瓷器為主，同時也燒製少量的綠釉陶器。產品工藝特點如下：
- 素胎：白瓷以及黑瓷的胎體質地細膩潔白，大件器物或厚胎者含有少量雜質，呈現帶斑點的雜色或灰白色。綠釉陶器的素胎較粗，但是比一般的陶器還是精粹許多。
- 釉面：白釉純白，釉層很薄而沒有堆脂現象，光澤強而溫潤；黑釉色黑而閃暗綠，色調沈重溫潤，釉厚處呈現蠟淚痕或堆脂狀，光澤較強，為遼宋時僅見。綠釉為正綠色，渾濁而不透明，光澤較差。